# Unter Geiern
Unter Geiern —conocida en español como Entre buitres y también como Los buitres— es una película de 1964 realizada en coproducción entre empresas de la República Federal Alemana, Italia, Francia y Yugoslavia. Está protagonizada por Pierre Brice y Stewart Granger. Es el cuarto filme de la serie cinematográfica de Winnetou promovida por la productora Rialto Films e iniciada con El tesoro del lago de plata. Se rodó en Eastmancolor y CinemaScope.

## Sinopsis
Mientras Martin Bauman está de caza con su hijo Martin, alguien asesina a su esposa y a su hija. Bauman responsabiliza a los indios shoshones, a los que ha visto perseguir a tres hombres blancos y matar a uno de ellos, lo que le lleva a enemistarse con Winnetou. Sus sospechas se ven confirmadas por el falso testimonio de un supuesto predicador. En realidad, el ataque ha sido realizado por tres miembros de la banda de Los Buitres que fueron perseguidos por los shoshones. El jefe de la banda asesina a los dos supervivientes por haberle desobedecido.
Mientras tanto, Old Surehand se encuentra con su amigo Old Wabble y la joven Annie Dillman. Al ver que un grupo de blancos ataca a dos shoshones y mata a uno de ellos, Surehand pone en fuga a los perseguidores. La llegada de Winnetou les aclara lo sucedido en el rancho de Bauman y el shoshón superviviente —Wokadeh— aclara que el muerto era el jefe de su tribu y que los asesinos son miembros de la banda de Los Buitres que intentan silenciar a los testigos del ataque al rancho. Al mismo tiempo, otros buitres interceptan al juez Leader y sus compañeros y les disuaden de ir al rancho de Bauman.
Bauman cree en la palabra del predicador e insulta a Wokadeh, mientras que Surehand y el joven Martin desconfían del supuesto pastor. Un falso oficial del Ejército llega para intentar engañar a Bauman, pero es descubierto gracias a Annie y muere a manos de Surehand. El falso predicador aprovecha para escapar e informa al jefe de Los Buitres. Surehand y sus amigos deciden impedir los planes de los bandidos, que consisten en atacar a una caravana de colonos.
Los buitres secuestran a Annie para robarle el oro que porta. El joven Martin intenta infiltrarse en la banda pero es descubierto. Finalmente consiguen huir gracias a Winnetou. Mientras tanto, los shoshones capturan al padre de Martin, al que pretenden ejecutar por sus ofensas. Será Old Surehand quien lo libere y consiga la paz con la tribu tras superar una difícil prueba de supervivencia.
Finalmente, Old Surehand y sus amigos se disponen a impedir que Los Buitres asalten la caravana que es su objetivo. Para ello deben retrasar el ataque y luego resistirlo hasta que llegan los shoshones dirigidos por Winnetou. Los bandidos son aniquilados y se restablece la paz.

## Producción
El nuevo éxito comercial alcanzado con Winnetou 2. Teil impulsó al productor Horst Wendlandt a realizar una nueva película de la serie de Winnetou. En esta ocasión, sin embargo, cambió gran parte del equipo estable que había colaborado en los tres filmes anteriores. El guion no fue de H.G. Petersson sino de Eberhard Keindorff y Johanna Sibelius, quienes no estuvieron a la altura de su predecesor ya que la trama es algo episódica y deslavazada. También cambió la persona a cargo de la dirección. Harald Reinl fue reemplazado por Alfred Vohrer, quien dio a la película un tono menos legendario y más irónico. Incluso el director de fotografía Ernst W. Kalinke fue sustituido por Karl Löb. Solo permanecieron el montador Hermann Haller y el músico Martin Böttcher, quien compuso nuevas melodías diferenciadas de las de las anteriores películas.

## Intérpretes y personajes

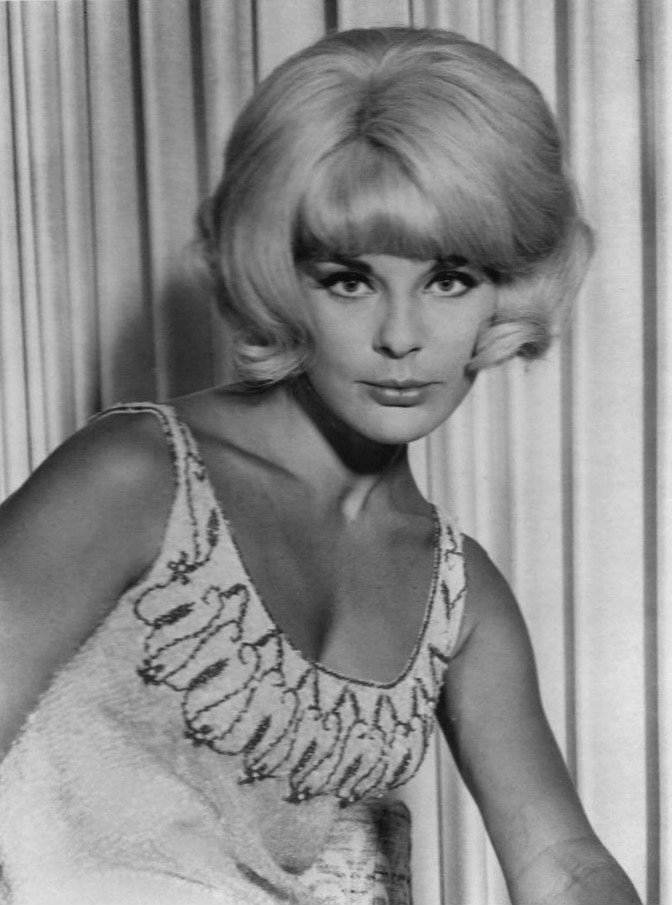
La bella Elke Sommer participó en el filme.

Horst Wendlandt tenía preparado el guion para una nueva película de la serie, pero encontró un obstáculo: Lex Barker —que había interpretado a Old Shatterhand en los anteriores filmes y no estaba vinculado a la productora por un contrato de exclusividad— estaba ocupado rodando otras películas basadas en novelas de Karl May para la productora rival de Artur Brauner. La solución fue rápida y expeditiva, y consistió en cambiar el nombre del personaje al de «Old Surehand» y contratar para interpretarlo al estadounidense de origen británico Stewart Granger. Granger percibió un salario de 75.000 dólares, una cantidad superior a la cobrada por Barker en las anteriores películas de la serie. El actor londinense interpretó el personaje de manera más informal que Barker y con más sentido del humor, algo que no todos los espectadores agradecieron, acostumbrados como estaban a la seriedad y nobleza del personaje interpretado por Barker.
El principal papel femenino lo interpretó la alemana Elke Sommer, auténtico símbolo sexual de la época que había despuntado el año anterior en El premio. El actor austríaco Sieghardt Rupp, que había intervenido ese mismo año en la seminal Por un puñado de dólares, prestó su adecuado físico para encarnar al villano de la función.
Curiosamente, se volvió a utilizar a actores que ya habían trabajado en la serie. En el caso del alemán Götz George había colaborado dos años antes en El tesoro del lago de la plata interpretando otro papel. Y el estadounidense Walter Barnes había participado el año anterior en Winnetou 1. Teil. Pero llaman más la atención los casos de los italianos Renato Baldini y Mario Girotti, que acababan de intervenir en Winnetou 2. Teil ese mismo año encarnando personajes totalmente diferentes, lo que resta verosimilitud al filme. El resto de los papeles fueron repartidos entre artistas yugoslavos.

### Reparto
| - Pierre Brice — Winnetou - Elke Sommer — Annie Dillman - Mihail Baloh — El "reverendo" Weller - Louis Velle — Gordon - Paddy Fox — Old Wabble - Boris Dvornik — Fred - Davor Antolic — Rod | - Stewart Granger — Old Surehand - Sieghardt Rupp — Preston - Renato Baldini — Juez Leader - Voja Miric — Stewart - Georg Mitic — Wokadeh - Dusan Bulajic — Bloomfield | - Götz George — Martin Bauman Jr. - Walter Barnes — Martin Bauman Sr. - Mario Girotti — Baker Jr. - Stole Arandjelovic — Milton - Ilija Ivezic — Jackie - Mirko Kraljev — Bill - Djordje Nenadovic — Miller |